# Rolf Weihs
Rolf Weihs (* 19. März 1920 in Goldlauter, Kreis Suhl; † 27. November 2000 in Erfurt) war ein deutscher Politiker (SED). Er war Mitglied des ZK der SED und Erster Sekretär der SED-Bezirksleitung Karl-Marx-Stadt.

## Leben
Als Sohn eines Schäfers wurde er vor 1933 Mitglied der Jungen Pioniere, der Kinderorganisation der KPD. Nach dem Besuch der Volksschule absolvierte er eine Lehre zum Metallformer. Im Zweiten Weltkrieg wurde er im Januar 1942 zum Kriegsdienst bei der Wehrmacht eingezogen und geriet als Obergefreiter im Mai 1945 in sowjetische Kriegsgefangenschaft. 
Im September 1948 entlassen, wurde er im Oktober 1948  Mitglied der SED und arbeitete bis April 1949 in einer Kunststoffpresserei in Suhl. Anschließend wurde er Funktionär in der SED-Kreisleitung Suhl, dann in der Landesleitung Thüringen bzw. in der Bezirksleitung Suhl. Dem Besuch der Bezirksparteischule Suhl in Meiningen folgte 1953/54 ein Studium an der Parteihochschule des ZK der KPdSU in Moskau. Von 1954 bis 1958 war er Zweiter Sekretär und von 1958 bis 1960 Erster Sekretär der SED-Gebietsleitung Wismut. Ab 1958 war er Kandidat und von Juli 1960 bis Januar 1963 Mitglied des ZK der SED. Von März 1960 bis Februar 1963 fungierte er als Erster Sekretär der SED-Bezirksleitung Karl-Marx-Stadt. Nach dreijähriger Amtszeit wurde Weihs von seiner Funktion abberufen, „da er nicht über die erforderliche Qualität zur Leitung eines so wichtigen Industriebezirkes“ verfüge.
Von April 1963 bis April 1970 wirkte er als Erster Sekretär der SED-Kreisleitung Potsdam und war von 1963 bis 1971 zudem Abgeordneter des Bezirkstages Potsdam. Von 1970 bis Februar 1984 war er stellvertretender Vorsitzender der Bezirksparteikontrollkommission der SED Erfurt.

## Auszeichnungen
- Vaterländischer Verdienstorden in Silber (1959) und in Gold (1980)
- Ernst-Moritz-Arndt-Medaille (1961)[5]